# Der Gefangene von Alcatraz
Der Gefangene von Alcatraz ist ein US-amerikanischer Spielfilm aus dem Jahr 1962 nach einer wahren Geschichte über das Leben des Gewaltverbrechers Robert Stroud. Er wird während seiner mehr als fünfzigjährigen Haftzeit in den Strafanstalten von Leavenworth und Alcatraz zum anerkannten Ornithologen. John Frankenheimer verfilmte Thomas E. Gaddis’ Roman Birdman of Alcatraz – The Story of Robert Stroud, erschienen 1955. 

## Handlung
Der Totschläger Robert Stroud kommt in das Gefängnis von Leavenworth und bringt dort einen Wärter um, der seine Mutter außerhalb der Besuchszeiten nicht zu ihm gelassen hatte. Er soll deswegen gehängt werden. Seine Mutter setzt sich für ihn ein und kann über Edith Wilson, die Frau des Präsidenten Woodrow Wilson, erreichen, dass die Todesstrafe in lebenslängliche Haft umgewandelt wird. Diese muss er jedoch unter Gefängnisleiter Shoemaker in Einzelhaft verbüßen. Somit werden seine sozialen Kontakte reduziert auf seine Wärter und seine Zellennachbarn.
Stroud entdeckt eines Tages bei einem Hofgang einen jungen Sperling, den er aufpäppelt und schließlich auch dressiert. Der Nachfolger des Gefängnisleiters Shoemaker erlaubt den Gefangenen die Haltung von Kanarienvögeln. Stroud hat damit einen neuen Lebenssinn und erfindet zudem ein Heilmittel für ein Fieber, an dem die Tiere häufig erkranken und sterben, auch sein Sperling. Über dieses Mittel macht er Bekanntschaft mit der Witwe Stella Johnson, die umfangreiche Interessen auf dem Gebiet der Vogelzucht hat. Er und Stella kommen sich näher und schließlich heiratet er sie im Gefängnis. Strouds Mutter missfällt diese Verbindung, denn sie möchte ihren Jungen ganz für sich haben. Es kommt zum Bruch mit der Mutter, was eine weitere Verbitterung Strouds zur Folge hat. 
Nach einer neuen Verordnung des Bundesamtes für Strafvollzug muss der Gefängnisleiter die Vogelhaltung verbieten. Nach öffentlichen Protesten wird ihm die Vogelhaltung vom Bundesamt unter Auflagen wieder erlaubt. Seine Begnadigungsgesuche werden aber stets abgelehnt. Eines Nachts wird er nach Alcatraz verlegt, wo Shoemaker inzwischen neuer Direktor ist, und muss dabei seine Vögel endgültig aufgeben. Stroud schreibt mehrere Bücher, darunter ein Buch über die Geschichte des Strafvollzugs in den USA, das die harten Bedingungen anprangert. Er selbst hat sich nach den langen Haftjahren in seinem Wesen sehr zum Positiven verändert. Schließlich, nachdem Shoemaker verstorben ist, wird er in ein anderes Gefängnis verlegt, wo man seine Haftbedingungen erleichtern wird.

## Kritiken
„In nüchternem Reportagestil angelegter Film, der trotz etlicher Härten mit einer zutiefst humanen und lebensbejahenden Botschaft aufwartet. Überzeugend und intensiv: Burt Lancaster in der Titelrolle.“ Lexikon des internationalen Films (CD-ROM-Ausgabe), Systhema, München 1996.

## Auszeichnungen
- 1963 Oscarnominierung für Thelma Ritter als Beste Nebendarstellerin, Beste Schwarzweißkamera für Burnett Guffey, Bester Hauptdarsteller Burt Lancaster und Telly Savalas als Bester Nebendarsteller.
- John Frankenheimer wurde im selben Jahr von der Directors Guild of America als Bester Regisseur nominiert.
- Die Deutsche Film- und Medienbewertung FBW in Wiesbaden verlieh dem Film das Prädikat besonders wertvoll.

## Veröffentlichung
Der Film lief am 2. Oktober 1962 in den bundesdeutschen Kinos an. Im deutschen Fernsehen war er erstmals am 30. Oktober 1972 im Abendprogramm des ZDF zu sehen.